# Horace Manley Lane
Horace Manley Lane (Readfield, Maine, 29 de Julho de 1837 — São Paulo, 28 de Outubro de 1912) foi diretor do Mackenzie College no Brasil. Lane era educador, médico, lavrador e negociante. Era também abolicionista e republicano. Lane foi enterrado no Cemitério dos Protestantes.